# El Tazajal
El Tazajal es un ejido del municipio de Hermosillo ubicado en el centro del estado mexicano de Sonora, en la zona del desierto sonorense. Según los datos del Censo de Población y Vivienda realizado en 2010 por el Instituto Nacional de Estadística y Geografía (INEGI), El Tazajal tiene un total de 2062 habitantes. Se ubica en la carretera estatal 71, en el tramo La Victoria–San Pedro el Saucito. Fue fundado como una congregación en los años 1900, y en 1960 obtuvo la categoría de ejido.

## Geografía
El Tazajal se sitúa en las coordenadas geográficas 20°8′37″ de latitud norte y 110°52'56" de longitud oeste del meridiano de Greenwich, a una elevación de 244 metros sobre el nivel del mar.